# Beslutsfattande
Beslutsfattande är en process som jämför och väljer mellan flera alternativ i syfte att nå ett mål eller lösa ett problem, där varje fattat beslut innebär ett val av en handling, väg eller mental inställning. Att avstå från att fatta beslut är också ett beslut, till förmån för en fortsättning av gällande förhållanden eller för en externt driven förändring.
När ett lands parlament skall fatta beslut krävs först ofta en längre process, med diskussioner i utskott och längre debatter.

### Fotnoter
1. ↑  ”Beslutar om lagar”. Sveriges riksdag. http://www.riksdagen.se/sv/Sa-funkar-riksdagen/Riksdagens-uppgifter/Beslutar-om-lagar/. Läst 9 september 2015.